# Escadre d'Extrême-Orient (Empire allemand)
Pour les articles homonymes, voir Escadre d'Extrême-Orient.
L’escadre d'Extrême-Orient (en allemand : Ostasiengeschwader) est une escadre de croiseurs de la Marine impériale allemande qui opère principalement dans l'océan Pacifique entre 1894 et 1914. Il s'agit de la principale formation navale allemande en « eau profonde » (c'est-à-dire en haute mer), basée ailleurs que dans un port allemand.

## Historique

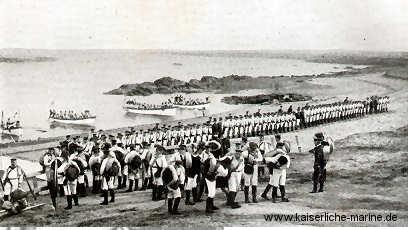
Débarquement de l’infanterie de marine allemande à la bataille des forts de Taku.

L'histoire de la seconde partie du XIXe siècle des grandes puissances européennes se déroule dans le contexte d'une concurrence rapide pour l'obtention de nouveaux territoires coloniaux. L'Allemagne se met dans la course avec un certain retard. L'arrivée sur le trône de Guillaume II et sa conception d'une Weltpolitik, avec la construction d'une flotte rivale de celle de la Royal Navy (la flotte allemande est la deuxième au monde en 1914), et l'utilisation de la « politique de la canonnière » accélère le cours des événements, non seulement en Afrique, mais aussi en Asie, où les puissances surtout britanniques, françaises, mais aussi russes ou néerlandaises installent ou consolident leurs possessions.
C'est dans ce contexte que s'explique la fondation du « comptoir » allemand de Kiautschou. Une expédition prussienne avait déjà visité la baie dans les années 1860 et un traité de commerce entre l'Empire Céleste et la Prusse est signé en 1861. Le baron Ferdinand von Richthofen navigue dans la baie, au cours de son voyage (1868-1871) et décrit l'endroit comme une escale possible pour la flotte de son pays, mais c'est Alfred von Tirpitz, alors chef de l'escadre d'Extrême-Orient, qui concrétise cette ambition.
Le 1er novembre 1897, deux missionnaires catholiques allemands de la société du Verbe-Divin sont assassinés dans la région, au cours de troubles, et le nouveau chef de l'escadre, le vice-amiral von Diederichs, qui connaissait déjà l'endroit, y arrive le 7 novembre pour en défendre la sécurité. Les troupes de marine débarquent le 14 novembre sans combat de la part des Chinois et des négociations commencent aussitôt afin d'obtenir un territoire. Les Chinois n'ont d'autre choix que d'accepter et ils concèdent un bail de quatre-vingt-dix-neuf ans, le 6 mars 1898, à la Marine allemande qui y installe son Escadre d'Extrême-Orient comprenant, outre des navires de ligne, des canonnières tels les SMS Vaterland, SMS Tsingtau et le SMS Tiger. La baie est placée à partir du 27 avril 1898 « sous protection » allemande (Schutzgebiet) sans y inclure la ville-même de Kiautschou (Kiaou-Tchéou). La région est peuplée à l'époque d'environ 83 000 Chinois.
Les forces terrestres allemandes ne sont pas suffisantes pour sécuriser le terrain et il faut attendre le début de l'année 1898, lorsque le vapeur Darmstadt débarque 1 200 marins allemands du troisième bataillon de marine pour stabiliser la situation.
Diederichs est remplacé par le prince Henri de Prusse, Konteradmiral de la marine impériale, le 14 avril 1899, à Tsingtao (Tsingtau, en allemand).
L'escadre participa au sein de l'Alliance des huit nations sous le commandement du vice-amiral Bendemann à la bataille des forts de Taku lors de la révolte des Boxers en 1900.

### La croisière sans retour de l'amiral von Spee
Le vice-amiral Comte von Spee commandant l'escadre allemande d'Extrême-Orient, (Ostasiengeschwader) n'avait pas attendu le début d'août 1914 pour quitter sa base de Tsingtao. Les forces qu'il avait sous son commandement étaient loin d'être négligeables, avec notamment deux croiseurs cuirassés de la classe Scharnhorst, SMS Scharnhorst et Gneisenau, récents (mis en service en 1907-1908) et aux équipages expérimentés, s'étant illustrés dans des compétitions de tir de la Marine Impériale allemande, et trois croiseurs légers, SMS Nürnberg, Leipzig, et Emden. Il était évident cependant, et l'amiral Spee en était très conscient, que ses navires n'étaient pas en mesure de résister au croiseur de bataille HMAS Australia, de la classe Indefatigable, qui était alors basé dans le Pacifique, et dont il affectait de dire qu'il surclassait à lui seul toute son escadre, sans compter sur le renfort de la Marine Impériale japonaise, dans le cadre du traité d'alliance entre le Royaume-Uni et le Japon de 1905.

#### La traversée du Pacifique

Carte du parcours de l'escadre du Comte von Spee dans le Pacifique, (août 1914 guerre mondiale-mars 1915 guerre mondiale)

Ayant appareillé de Tsingtao, avec le SMS Scharnhorst, le 20 juin 1914, pour la croisière annuelle d'été, l'amiral Comte von Spee retrouva le SMS Gneisenau, à Nagasaki, où les deux navires firent le plein de charbon. Ils mirent alors le cap au sud, en direction de Truk, alors possession allemande, depuis 1899, où il compléta son approvisionnement de combustible.
Ayant appris en route l'assassinat de l'archiduc François-Ferdinand à Sarajevo, il mit le cap sur Ponape, colonie allemande dans l'archipel des Carolines, où il arriva le 17 juillet. Grâce au réseau radiotélégraphique allemand, il put y suivre le développement de la crise européenne. Le 31 juillet, à l'expiration de l'ultimatum allemand à la Russie d'arrêter sa mobilisation, il mit ses navires en tenue de combat. Le croiseur SMS Nürnberg l'y rejoignit le 6 août. Il fixa alors, à tous les croiseurs de son escadre et à son train d'escadre, comme point de ralliement l'île Pagan, dans les Mariannes du Nord, au nord de Saïpan, territoires également acquis par l'Empire allemand à l'Espagne par le traité germano-espagnol de 1899, avec l'idée de pouvoir retourner à Tsingtao, ou d'aller opérer dans l'Océan Indien. Il y parvint le 11 août. Il y trouva le croiseur SMS Emden, parti de Tsingtao dès le 31 juillet, dans la crainte d'une attaque surprise japonaise, et arrivé le 8 août. Il y fut rejoint le 12 par le croiseur auxiliaire Prinz Eitel Friedrich. Il détacha ces deux unités pour courir sus aux navires de commerce britanniques, respectivement dans l'océan Indien et dans le Sud de l'océan Pacifique. Mais, ayant appris l'imminence d'une entrée en guerre du Japon contre l'Allemagne, il décida de mettre le cap à l'est et appareilla le 14 août pour l'atoll d'Eniwetok, colonie allemande depuis 1885. Il y parvint le 20 août, et y charbonna.
Le SMS Nürnberg étant habituellement le stationnaire de l'escadre devant les côtes mexicaines, en alternance avec le SMS Leipzig, l'amiral von Spee lui demanda d'aller à Honolulu, dans les îles Hawaï, Territoire d'Hawaï dépendant des États-Unis donc neutre, où il y aurait plus de facilités pour établir le contact avec l'Admiralstab (de) (État-Major de la Marine impériale allemande), sans pour autant donner trop d'indications sur la position du gros de l'escadre. En naviguant entre possessions allemandes, celle-ci avait réussi à conserver sa position secrète. La mission du SMS Nürnberg était aussi d'organiser le ravitaillement en charbon de l'escadre pour la suite de la campagne dans le Pacifique. Il apprend alors que la colonie des Samoa allemandes a été occupée (en) par les Néo-Zélandais fin août. Il rallie l'escadre le 6 septembre, et est envoyé couper le câble télégraphique britannique, sur l'Île Fanning.
L'amiral von Spee va alors rompre le secret sur sa position, en se présentant le 14 septembre, devant Apia, capitale des Samoa allemandes, où il constate que les forces navales qui ont permis l'occupation sont reparties depuis trois jours, mais sans qu'il puisse y rétablir durablement l'autorité allemande sur les îles, dont le Gouverneur a été emmené prisonnier, ce qu'il trouve indigne. Il décide alors de s'en prendre à la Polynésie française, où se trouve, dans l'île de Tahiti, à Papeete, un stock de 5 000 tonnes de charbon de bonne qualité. Mais le commandant de la canonnière La Zélée s'est efforcé de mettre le port en état de défense. Lorsque les croiseurs cuirassés allemands se présentent, le 22 septembre, ils sont accueillis par quelques coups de canon, mais ils ont vite fait d'envoyer La Zélée par le fond. Cependant, après avoir tiré sur la ville, comme il craint que des mines aient été mouillées, et le dépôt de charbon ayant été incendié par les Français, l'amiral von Spee renonce à forcer l'entrée du port et s'éloigne mettant le cap sur les îles Marquises et l'île de Pâques.

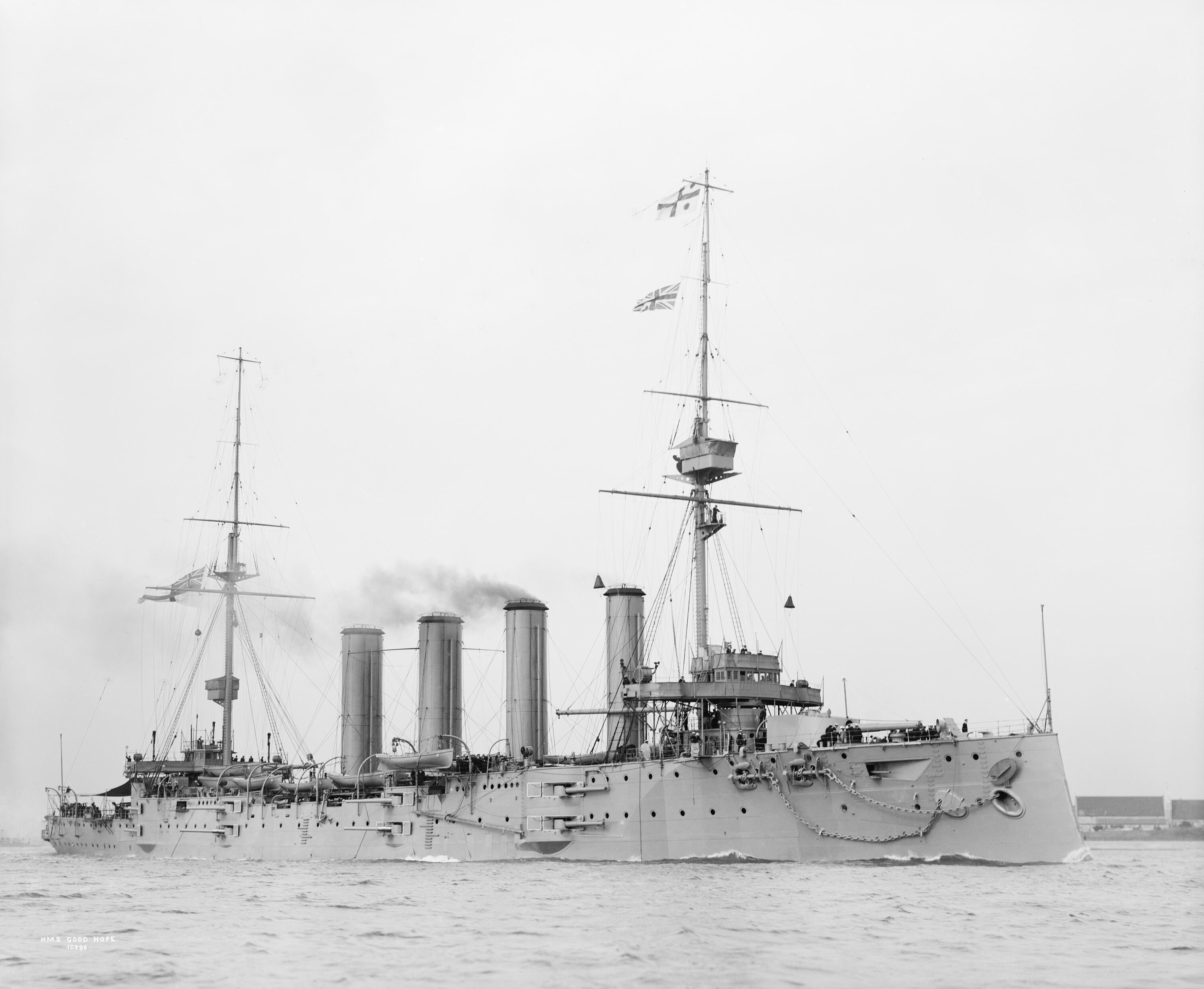
Le HMS Good Hope dont on voit bien la batterie secondaire en casemates sur deux ponts, le pont inférieur étant très bas sur l'eau.

Du côté britanniques, au début des hostilités, sur les côtes américaines de l'Atlantique, la priorité avait été la recherche des croiseurs corsaires allemands SMS Karlsruhe et SMS Dresden dans les eaux des Caraïbes et des côtes brésiliennes, et la sécurité du débouché du Canal de Panama, récemment ouvert. Pour ce faire le Commandant du secteur Atlantique Sud et Indes Occidentales, le contre amiral Cradock dut, à la fin août, mettre sa marque sur le croiseur cuirassé HMS Good Hope, plus rapide que les autres croiseurs dont il disposait alors. Début septembre, pour lui permettre de faire face à un passage éventuel de l'escadre du l'amiral Comte von Spee par le détroit de Magellan, l'Amirauté britannique décida de lui détacher de l'Escadre de Méditerranée le croiseur cuirassé HMS Defence, et de la Station des Canaries et du cap Vert, le croiseur cuirassé HMS Monmouth, et le croiseur léger HMS Glasgow. Mais le raid de l'escadre de l'amiral Comte von Spee sur les Samoa et Tahiti fit penser que la menace allemande d'un passage de l'Escadre d'Extrême-Orient dans l'Atlantique n'était pas imminente, et le détachement du HMS Defence fut annulé, tandis que la recherche de l'escadre de l'amiral von Spee était réorientée vers le Pacifique ouest. L'amiral Cradock effectua cependant des reconnaissances, à partir des Falklands, vers le détroit de Magellan et envoya le HMS Glasgow remonter les côtes chiliennes, en direction de Valparaiso. Le 28 septembre, à Punta Arenas, il acquit la conviction que le SMS Dresden était passé dans le Pacifique. Avertie vers le 5 octobre par l'interception d'une communication de T.S.F. que l'amiral von Spee faisait route à l'est entre les îles Marquises et l'île de Pâques, l'Amirauté ordonna à l'amiral Cradock d'être prêt à le rencontrer. Mais les principaux bâtiments de son escadre étaient inférieurs aux croiseurs cuirassés allemands. Le croiseur cuirassé HMS Good Hope de la classe Drake était armé de deux tourelles simples de 9,2 pouces (234 mm) et de dix canons de (152 mm), tandis que l'autre grosse unité de l'escadre, le HMS Monmouth portait quatorze canons de 6 pouces (152 mm (en)). Le principal défaut de ces deux unités, plus anciennes de cinq ans que les croiseurs cuirassés de la classe Scharnhorst, était que leurs batteries secondaires de 152 mm étaient installées en casemates sur deux ponts, le pont inférieur étant si bas sur l'eau que le tir y était à peu près impossible si la mer était un tant soit peu formée. Quant aux équipages, majoritairement composés de réservistes, ils étaient loin d'avoir l'efficacité des équipages allemands. Mais au lieu du HMS Defence, dont on n'avait pas annoncé à l'amiral Cradock qu'il ne l'aurait pas en renfort, l'Amirauté lui a envoyé un cuirassé pré-dreadnought de 1897, le HMS Canopus, dont les machines étaient en très mauvais état. Quittant, le 8 octobre, l'archipel des Abrolhos, au large du Brésil, dont il était chargé de protéger le dépôt de charbon, le cuirassé rallia Port Stanley, dans les Îles Falklands, le 18.
Dans le même temps, l'Escadre allemande fut rejointe par le SMS Dresden, le premier croiseur de la Marine Impériale allemande à être équipé de turbines. Stationnaire aux Caraïbes, il avait fait la chasse au commerce britannique jusqu'au large du Rio de la Plata, puis avait, à la mi-septembre, reçu de l'Admiralstab l'ordre « d'opérer avec le SMS Leipzig » et se trouvait depuis la fin septembre au large de Coronel. Ayant atteint, le 12 octobre, l'île de Pâques, possession chilienne, où la nouvelle de la guerre n'était pas encore parvenue, l'escadre allemande fut ralliée, le 14 octobre, par le SMS Leipzig, qui, depuis le mois de septembre, faisait la guerre au commerce entre la côte occidentale du Mexique et les îles péruviennes des Galapagos.

#### Le siège de Tsingtao

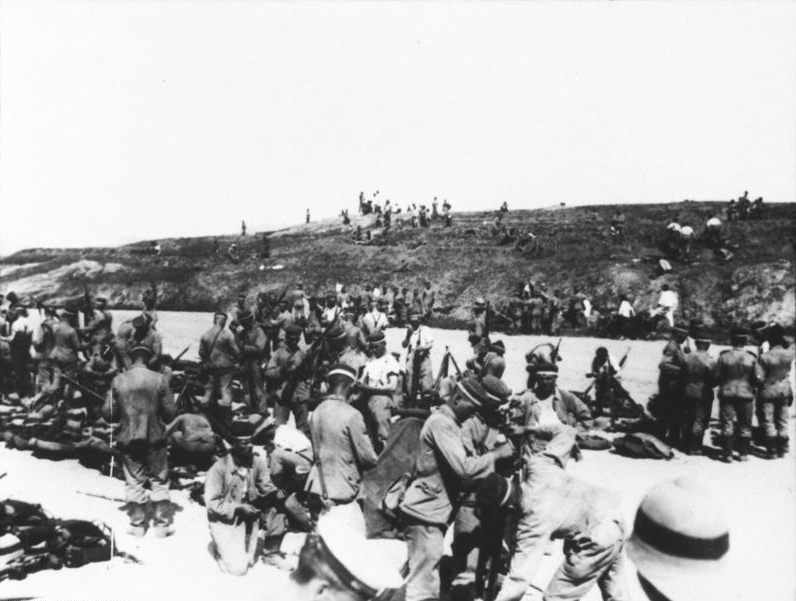
Première ligne de défense du côté allemand, avec les troupes du troisième bataillon de marine.

Parallèlement à ces manœuvres, l'empire du Japon envoie un ultimatum à l'empire allemand, le 15 août 1914, afin que tous ses bateaux de guerre quittent les eaux chinoises et japonaises et que Tsingtao soit donné au Japon dans les huit jours. L'Allemagne refuse et le Japon lui déclare la guerre le 23 août.
L'amiral Sadakichi de la marine impériale japonaise envoie donc un navire de ligne, le Suwo, pour bloquer la baie entièrement et intègre deux navires britanniques, le HMS Triumph et le HMS Usk, dans la deuxième escadre japonaise qui établit un blocus autour de Tsingtao à partir du 27 août. L'escadre compte aussi des bateaux modernes, comme le Kawachi et le Settsu, ainsi qu'un croiseur de combat, le Kongō et une canonnière, le Wakamiya, capable de transporter des aéroplanes.
23 000 hommes de la 18e division d'infanterie de l'armée impériale japonaise sont prêts à débarquer et sont appuyés de 142 pièces d'artillerie. Le gouvernement britannique envoie un contingent symbolique, ainsi que d'autres puissances vers Tientsin, qui se compose de 1 500 hommes, sous le commandement du général de brigade Barnardiston. Le débarquement se passe près de Lungkow le 2 septembre, puis le 18 septembre dans la baie de Lao-Chan, à trente kilomètres de Tsingtao. Il y a en tout à cette date 58 000 hommes autour de Tsingtao.
Les Allemands mobilisent leurs troupes de terre à Tsingtao, ainsi que leurs supplétifs chinois, et de petits détachements de marine qui étaient à Pékin et à Tientsin. La garnison allemande se compose de 1 400 soldats du troisième bataillon de marine (quatre compagnies d'infanterie de marine, une batterie d'artillerie de campagne, et une compagnie de cavalerie) et elle est commandée par le gouverneur militaire de Tsingtao, le kapitän zur See Alfred Meyer-Waldeck. Il y a de plus 3 400 marins de la Kaiserliche Marine (dont quatre compagnies d'artillerie de marine) et des volontaires. Du côté allemand, il y a donc 4 550 combattants (avec quelques Autrichiens) encadrés par 180 officiers. Les Japonais sont dix fois plus nombreux. Il est donc assuré que le combat des Allemands sera un combat pour l'honneur avant la défaite.
Un violent bombardement d'artillerie commence le 31 octobre tandis les Japonais assiègent la ville.
Le 17 octobre, le petit torpilleur allemand S 90 parvient à se glisser hors du port et, en envoyant une seule torpille, coule le croiseur protégé japonais Takachiho de la classe Naniwa dans la baie, avec 271 hommes d'équipage et officiers à bord. Il ne peut retourner au port par manque de carburant, et l'équipage abandonne le bateau sur la berge, avant d'être interné par les autorités chinoises.
Quant aux unités navales des Allemands, elles sont quasiment inutilisables. Les canonnières, qui avaient été désarmées pour armer le Prinz Eitel Friedrich en août, sont coulées par ordre du gouverneur pendant la nuit du 27 au 28 septembre et les deux navires restants, la SMS Jaguar et le croiseur de la marine austro-hongroise SMS Kaiserin Elisabeth ne font pas le poids, malgré l'exploit du S 90. Le Kaiserin Elisabeth se saborde le 2 novembre.
Dans la nuit du 6 novembre, les Japonais parviennent à ouvrir une brèche dans la dernière ligne de défense et les soldats allemands sont forcés de se replier en ville. Les Japonais prennent les hauteurs, où se trouve le dépôt de munition, et il n'y a donc plus de raison de résister. La canonnière Jaguar est coulée et la garnison se rend le 7 novembre.
Il y a eu 236 tués du côté japonais, 12 du côté britannique, contre 224 tués du côté allemand (civils et militaires).

#### La bataille de Coronel
Comme on lui avait indiqué que le HMS Canopus ne pouvait dépasser 12 nœuds, l'amiral Cradock demanda quand le HMS Defencele rallierait, et indiqua qu'il comptait passer dans le Pacifique, suggérant également qu'une force fût prête à s'opposer à la progression dans l'Atlantique de l'escadre allemande, le long des côtes d'Amérique du Sud, si elle parvenait à y déboucher, après ou sans combat. Mais le Premier Lord de la Mer, l'amiral Prince de Battenberg, dont l'idée était d'utiliser le HMS Canopus « comme une citadelle, auprès de laquelle les croiseurs pourraient trouver une absolue sécurité », considérait que le HMS Canopus était « un renforcement suffisant ». L'Amirauté signala donc à l'amiral Cradock que le HMS Defence rallierait les navires chargés, aux ordres du contre amiral Stoddart, d'assurer la sécurité des côtes sud-américaines, au large du Rio de la Plata. L'amiral Cradock appareilla le 22 octobre pour passer le Cap Horn, avec ses deux croiseurs cuirassés, le croiseur léger HMS Glasgow, et le croiseur auxiliaire HMS Otranto, confiant au HMS Canopus la garde de ses charbonniers ravitailleurs. Il laissait une lettre à remettre, si son escadre venait à disparaître, et lui aussi, à l'amiral sir Hedworth Meux, Commandant-en-chef à Portsmouth, héros de la guerre contre les Boers, lorsqu'il commandait le croiseur protégé HMS Powerful. Persuadé qu'il ne pourrait face à l'escadre du Comte von Spee sans le renfort d'un navire rapide et puissant, et comme l'Amirauté lui avait indiqué qu'il aurait à faire sans, il se disait décidé à refuser de subir le sort de l'amiral Troubridge qui allait passer début novembre en cour martiale pour avoir refusé d'affronter l'escadre de l'amiral Souchon, en Méditerranée en août.

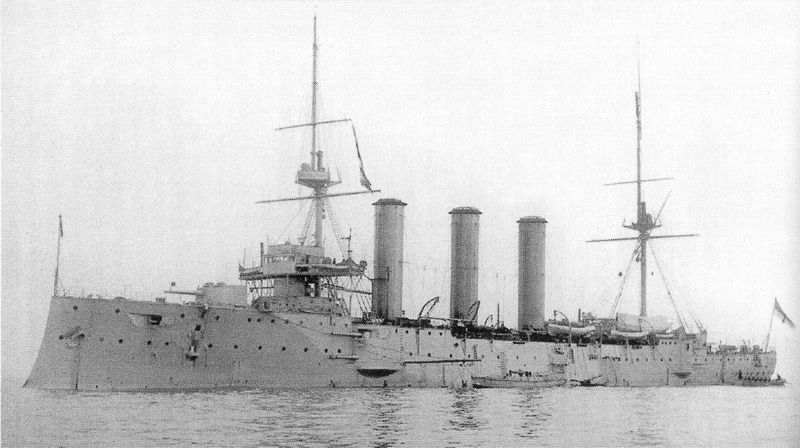
Le croiseur cuirassé HMS Monmouth n'avait pas de canons d'un calibre supérieur à 6 pouces (152 mm).

Le 26 octobre, l'escadre allemande se trouvait devant l'île chilienne de Mas a Fuera, en route pour Coronel où avait été signalé le HMS Glasgow. Le 27, le Prince de Battenberg dut remettre sa démission de Premier Lord de la Mer, parce que l'opinion britannique supportait mal que le plus haut responsable de la Royal Navy soit un prince allemand. Le lendemain, le HMS Defence reçut l'ordre d'appareiller en renfort de l'escadre de l'amiral Cradock, à qui il était enjoint de ne pas affronter l'escadre allemande sans le soutien du HMS Canopus, instruction réitérée après que le consul du Royaume-Uni à Valparaiso a signalé, le 1er novembre, la présence, au large, de l'escadre du comte von Spee. Mais Winston Churchill a noté :« Nous étions déjà en train de parler dans le vide ».
Le 31 octobre, la présence du HMS Glasgow dans le port de Coronel a été signalée à l'amiral von Spee, dont l'escadre se rapproche cap au sud. Comme l'écoute des communications de ce qu'il pense être le SMS Leipzig a conduit le commandant du croiseur britannique à penser que l'ennemi est proche, il quitte Coronel le 1er novembre au matin, et rejoint à midi l'escadre de l'amiral Cradock qui arrive cap au nord, pour rechercher le SMS Leipzig, mais ne sachant quel adversaire il y a en face, l'escadre allemande au complet, ou seulement des croiseurs légers, les croiseurs cuirassés faisant route vers Panama.
Vers 16h30, l'escadre allemande aperçoit les navires britanniques et met à 20 nœuds, tandis que l'escadre britannique se replie. Ce faisant, il est clair que le croiseur auxiliaire HMS Otranto, qui ne peut dépasser 16 nœuds et ne porte que des canons de 120 mm (en), va se trouver en très mauvaise position. Peu après 17h, l'amiral Cradock décide de faire front avec ses croiseurs cuirassés, pour permettre au croiseur léger HMS Glasgow et au croiseur auxiliaire HMS Otranto de s'échapper. L'escadre allemande va alors s'efforcer de garder ses distances, jusqu'au coucher du soleil, moment où les bâtiments anglais, à l'ouest, se détacheront sur le soleil couchant, tandis que les navires allemands, à l'est, seront dans la pénombre. Les croiseurs cuirassés allemands ouvrent le feu vers 18h50, leur tir est précis, la tourelle avant de 234 mm du HMS Good Hope est mise très vite hors de combat. En s'efforçant de rester hors de portée des canons de 152 mm des croiseurs cuirassés britanniques, dont la batterie basse est très gênée par la mer fort agitée, et dont les efforts pour réduire la distance ne font que rendre le tir allemand plus précis, ils accablent le HMS Monmouth et le réduisent au silence. Peu avant 20 h, le HMS Good Hope, sans doute déchiré par des explosions de soutes, disparait avec tout son équipage et l'amiral Cradock. Le HMS Glasgow, qui n'a subi que des dégâts légers, est pris sous le feu du SMS Gneisenau, et constatant qu'il n'y a plus rien à faire pour le HMS Monmouth, abandonne le champ de bataille et met cap au sud. Le HMS Monmouth disparait à son tour, corps et biens vers 21h30. L'escadre allemande recherche alors, sans résultat, le HMS Glasgow, qui était encore capable de filer 24 nœuds. À 22h15, l'amiral von Spee, qui pense qu'un cuirassé britannique, qu'il croit de la classe Queen, est à proximité, arrête la poursuite et met cap au nord vers Valparaíso.
La bataille de Coronel est une écrasante victoire allemande, les pertes humaines britanniques (plus de 1 600 hommes) sont considérables, pour trois blessés allemands. Mais, pour venir à bout de deux navires qui leur étaient inférieurs, les croiseurs cuirassés allemands, malgré la précision de leur tir, ont dû utiliser 43 % de leurs munitions, sans espoir de réapprovisionnement, alors qu'ils vont avoir à affronter des forces bien plus impressionnantes encore.

#### La bataille des Falklands
Le 3 novembre, l'amiral comte von Spee, sur le SMS Scharnhorst, avec le SMS Gneisenau, et le SMS Nürnberg, est accueilli à Valparaiso, par une importante communauté allemande en liesse, mais il se montre pessimiste sur son avenir. L'escadre allemande regagne alors l'île de Mas a Fuera, et les nouvelles qui lui parviennent sont mauvaises. La concession allemande de Tsingtao, assiègée depuis le 23 août, s'est rendue aux Japonais le 7 novembre, et le SMS Emden, qui a arraisonné 30 navires de commerce, bombardé les réservoirs de pétrole de Madras, le jour où l'escadre de Von Spee attaquait Tahiti, réussi brillamment un raid sur Penang, le 28 octobre, a été détruit, par le HMAS Sydney (en) lors d'une attaque des îles Cocos, le 9 novembre. L'escadre allemande reprend sa route au sud, le long de la côte chilienne du Pacifique, elle relâche à Bahia San Quintin pour une cérémonie de remise de 300 Croix de Fer, puis continue vers le Cap Horn, sans encombre, car il n'y a plus aucune force britannique dans les eaux du Pacifique au large du Chili.

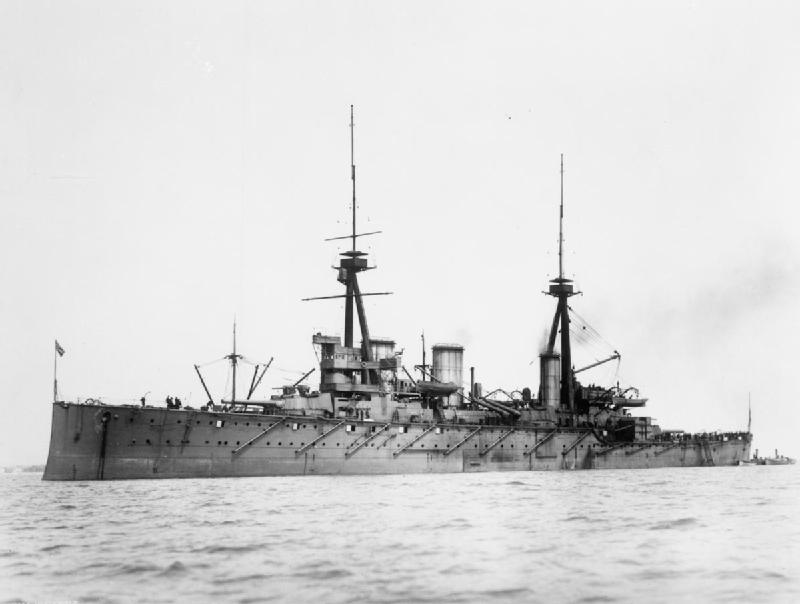
Le HMS Inflexible était l'un des deux croiseurs de bataille envoyés affronter l'escadre de l'amiral Comte von Spee.

En effet, le HMS Glasgow a rallié le HMS Canopus, qui se trouvait à 300 nautiques au sud du champ de bataille de Coronel et se traîne à 9 nœuds. Ils parviendront à Port Stanley, le 6 novembre, où, compte tenu d l'état de ses machines, le HMS Canopus sera échoué dans le port, pour l'utiliser en batterie côtière. Mais sitôt connu le résultat de la bataille, l'Amirauté britannique ordonne à tous les navires se trouvant dans l'Atlantique Sud de rallier les récifs Abrolhos. L'amiral Cradock avait, en effet, laissé les croiseurs cuirassés HMS Cornwall, Carnarvon et Kent, et le croiseur léger HMS Bristol, aux ordres du contre amiral Stoddart pour intercepter l'escadre de l'amiral von Spee, s'il réussissait à déboucher dans l'Atlantique. Quant au HMS Defence, il n'est pas allé au-delà de Montevideo, où il est arrivé le 3 novembre, pour y apprendre la défaite de Coronel. Tous devront attendre les deux croiseurs de bataille, HMS Invincible et son sister-ship, HMS Inflexible que l'amiral Fisher, rappelé comme Premier Lord de la Mer, a décidé d'envoyer dans l'Atlantique Sud, aux ordres du vice-amiral Sturdee, qui a été désigné comme Commandant-en-Chef pour l'Atlantique Sud et le Pacifique (en).

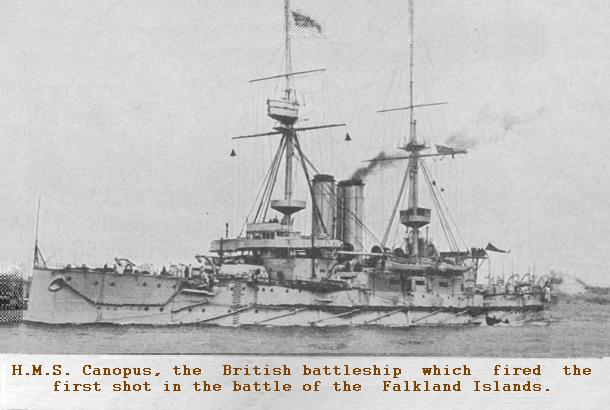
Le cuirassé pré-dreadnought HMS Canopus a joué le rôle d'une batterie côtière, à la bataille des Falklands.

Les deux croiseurs de bataille, après une semaine de préparatifs à Portsmouth, appareillent le 11 novembre, et se dirigent, à 10 nœuds, car il faut économiser le combustible pour cette longue traversée transatlantique, vers le point de ralliement des Récifs Abrolhos, où ils arrivent le 26 novembre. Ils en repartent, le 28, vers les îles Falkland. Ils y arrivent le 7 décembre. Pendant ce temps, l'escadre allemande a franchi le cap Horn, le 26 novembre, puis relâché devant l'île Picton, où elle fait le plein de charbon, depuis un charbonnier britannique qui a été arraisonné. L'amiral von Spee, qui a reçu (ou à qui les services secrets britanniques auraient fait transmettre) un renseignement selon lequel il n'y a pas de navire de guerre britannique en rade de Port Stanley, ce qui est vrai au moins pour une bonne partie du mois de novembre 1914, décide de faire un raid sur les îles Falkland, pour y détruire la station radio et le stock de charbon, et sans doute aussi y faire prisonnier le gouverneur, en représailles de ce qu'a subi le gouverneur des Samoa allemandes. Il impose ce point de vue à certains de ses commandants de grandes unités, comme le capitaine Maerker du SMS Gneisenau, qui préfèreraient essayer de se perdre sans délai dans l'immensité de l'océan Atlantique.

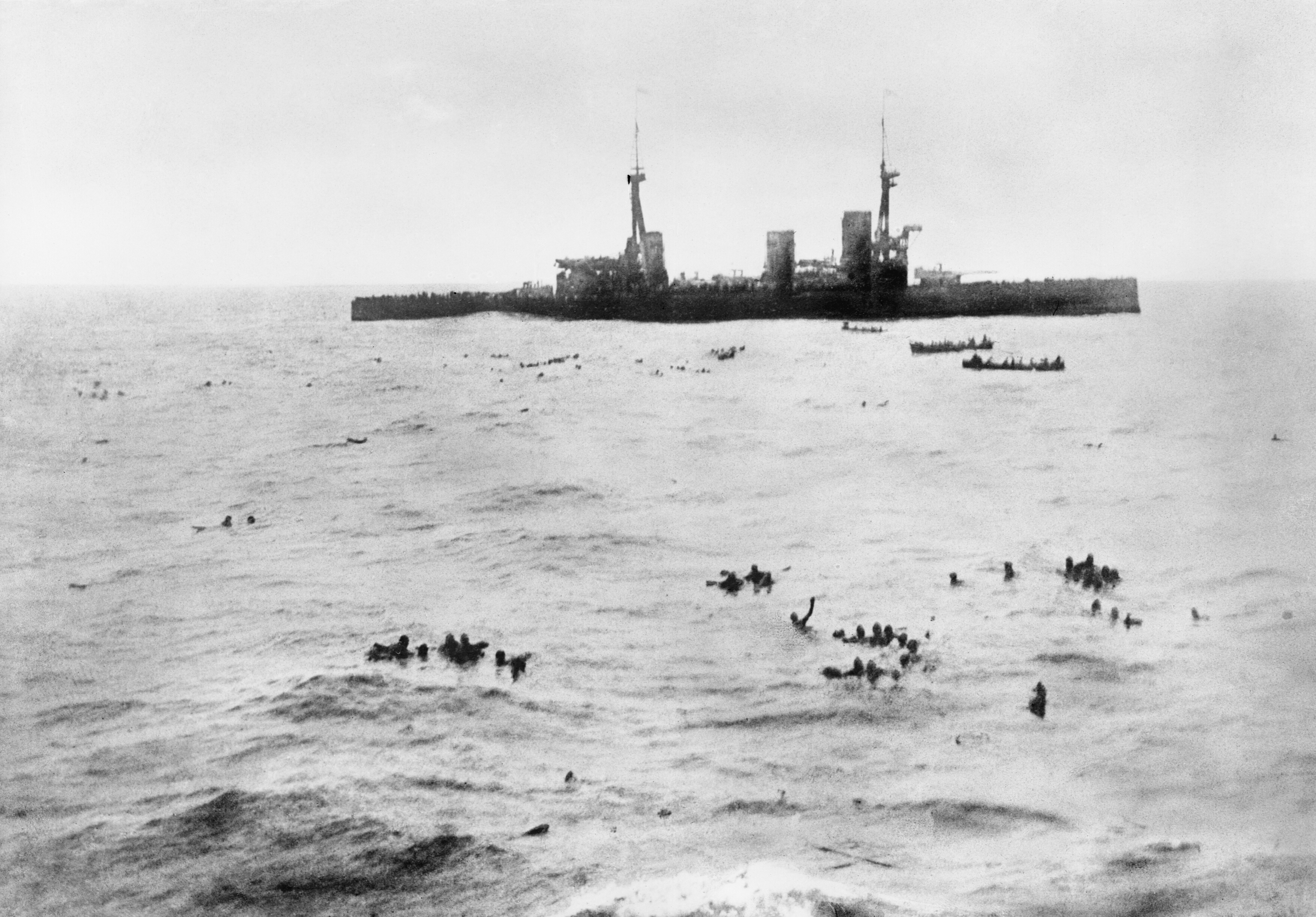
Des croiseurs coulés aux batailles de Coronel et des Falklands, seuls réchapperont moins de 200 marins du SMS Gneisenau qu'on voit ci-dessus recueillis par le HMS Inflexible.

Lorsque le SMS Gneisenau et le SMS Nürnberg se présentent, le 8 décembre au matin devant Port Stanley, ils repèrent les mats tripodes caractéristiques des croiseurs de bataille, qui sont en train de charbonner auprès du célèbre SS Great Britain, qui après avoir été le premier navire en fer et à hélice et le plus long paquebot du monde dans les années 1843-1854, achève sa carrière comme dépôt de charbon, tandis que certains croiseurs ont commencé des réparations de leurs machines. Mais les navires allemands essuient le feu des canons de 305 mm du HMS Canopus, échoué et camouflé, et dont le tir est réglé par des vigies installées à terre. N'ayant pas conscience qu'il a surpris l'ennemi, l'amiral Von Spee met aussitôt le cap sur le large, sachant que les croiseurs de bataille le surpassent en armement et en vitesse. L'escadre britannique quitte son mouillage une heure plus tard, avec 15 nautiques de retard.
Après trois heures de poursuite par beau temps clair, les croiseurs de bataille britanniques parviennent à portée des navires allemands, et un scénario analogue à celui de la bataille de Coronel se reproduit : vers 13h20, l'amiral allemand qui se sait surclassé, fait front avec ses navires les plus puissants, les deux croiseurs cuirassés de la classe Scharnhorst pour permettre à ses croiseurs légers d'essayer de s'échapper. Il essaie de réduire la distance avec ses adversaires pour les avoir à portée de ses canons, mais le tir, fût-il précis, des canons de 210 mm est de peu d'effet sur des ceintures cuirassées de 152 mm. L'amiral anglais essaie au contraire de rester hors de portée des canons de 210 mm, en profitant de l'allonge de ses canons de 305 mm.
Après quinze impacts d'obus de 305 mm, le SMS Scharnhorst, en feu, gite fortement puis chavire, vers 16h20. Il disparaît avec tout son équipage et l'amiral Comte von Spee, dont les derniers messages au SMS Gneisenau sont « Vous aviez raison », au sujet de l'opportunité du raid sur les îles Falkland, et « Essayez de vous échapper si vos machines sont encore intactes ». Mais les chaudières du SMS Gneisenau ont été touchées, sa vitesse ne peut dépasser 16 nœuds. Peu avant 18h, en feu et immobilisé, ses munitions épuisées, le croiseur cuirassé allemand baisse pavillon et son équipage le saborde. 200 hommes réchappent au naufrage. Il ne reste plus, pour les croiseurs britanniques qu'à régler le sort des croiseurs légers. Le SMS Nürnberg est coulé par le HMS Kent, vers 19h30, le SMS Leipzig par le HMS Cornwall, et le HMS Glasgow, vers 21h30. Seul le SMS Dresden réussit à prendre le large, mais il ne va pas tenter de regagner l'Allemagne, et restera dans les eaux chiliennes. Ses machines en panne, il sera coulé par le HMS Kent, le HMS Glasgow et le HMS Orama, dans les eaux chiliennes au large de Mas a Tierra le 14 mars 1915.
La victoire britannique des Falklands est encore plus complète que la victoire allemande de Coronel, l'honneur et l'orgueil de la Royal Navy sont saufs, et la réputation des croiseurs de bataille est faite.

### Sources et bibliographie
- François-Emmanuel Brézet, La Bataille des Falklands, Nantes, Marine Éditions, 2002, 288 p. (ISBN 2-909675-87-4)
- (en) Terrell D. Gottschall, By Order of the Kaiser, Otto von Diederichs and the Rise of the Imperial German Navy 1865–1902, Annapolis, Naval Institute Press, 2003, 337 p. (ISBN 1-55750-309-5)
- (en) Arthur Marder, From the Dreadnought to Scapa Flow, Londres, Oxford University Press, 1961–1970, 5 vol.
- (en) Robert Massie, Castles of Steel : Britain, Germany and the winning of the Great War, Londres, Jonathan Cape, 2004 (ISBN 0-224-04092-8)
- (en) Peter Patfield, The Battleship Era, Londres, Pan Books Ltd, 1974 (ISBN 0-330-23862-0)
- François Cochet et Rémy Porte, Dictionnaire de la Grande Guerre 1914-1918, Paris, Robert Laffont, coll. « Bouquins », 2008